# Edsbyn
Edsbyn este o localitate în partea de est a Suediei, în regiunea Gävleborg (Hälsingland). Este reședința comunei Ovanåker. Fabrică de articole sportive (pentru ski). Pe plan localitatea este cunoscută prin echipa locală de bandy, Edsbyns IF, multiplă campioană națională.

## Demografie
| \| Evoluția demografică a zonei urbane Edsbyn, 1970–2015 \| Evoluția demografică a zonei urbane Edsbyn, 1970–2015 \| Evoluția demografică a zonei urbane Edsbyn, 1970–2015 \| Evoluția demografică a zonei urbane Edsbyn, 1970–2015 \| Evoluția demografică a zonei urbane Edsbyn, 1970–2015 \| \| --------------------------------------------------------------------------------------- \| ----------------------------------------------------- \| ----------------------------------------------------- \| ----------------------------------------------------- \| ----------------------------------------------------- \| \| An \| \| \| Locuitori \| \| \| 1970 \| 1970 \| \| 4.068 \| 4.068 \| \| 1975 \| 1975 \| \| 4.388 \| 4.388 \| \| 1980 \| 1980 \| \| 4.598 \| 4.598 \| \| 1990 \| 1990 \| \| 4.511 \| 4.511 \| \| 1995 \| 1995 \| \| 4.502 \| 4.502 \| \| 2000 \| 2000 \| \| 4.189 \| 4.189 \| \| 2005 \| 2005 \| \| 4.068 \| 4.068 \| \| 2010 \| 2010 \| \| 3.985 \| 3.985 \| \| 2015 \| 2015 \| \| 4.179 \| 4.179 \| \| Sursa: SCB - Statistika Centralbyrån, Folkmängden per tätort. Vart femte år 1960 - 2016 \| \| \| \| \| |      |  |           |       |
| Evoluția demografică a zonei urbane Edsbyn, 1970–2015 |      |  |           |       |
| An |      |  | Locuitori |       |
| 1970 | 1970 |  | 4.068     | 4.068 |
| 1975 | 1975 |  | 4.388     | 4.388 |
| 1980 | 1980 |  | 4.598     | 4.598 |
| 1990 | 1990 |  | 4.511     | 4.511 |
| 1995 | 1995 |  | 4.502     | 4.502 |
| 2000 | 2000 |  | 4.189     | 4.189 |
| 2005 | 2005 |  | 4.068     | 4.068 |
| 2010 | 2010 |  | 3.985     | 3.985 |
| 2015 | 2015 |  | 4.179     | 4.179 |
| Sursa: SCB - Statistika Centralbyrån, Folkmängden per tätort. Vart femte år 1960 - 2016 |      |  |           |       |